# Fundo legal en México
El fundo legal es una porción del ejido destinada al asentamiento humano, es decir a la construcción de las viviendas de los ejidatarios. Sin embargo, es una figura jurídica que ha variado su significado desde la colonia, cuya aparición implicó la primera concesión de tierras para los indígenas por parte de la Corona española.

## Antecedentes del fundo legal
Algunos autores atribuyen el origen del fundo legal a la Ordenanza del Marqués de Falces, el tercer virrey de Nueva España, Gastón de Peralta, pronunciada el 26 de mayo de 1567; aunque aún no estaba la figura jurídica completa, porque su mandamiento sólo establecía un área de protección a la tierra de los indios, para que los particulares no pudieran poner estancias de ganado, ni caballerías de tierras a una distancia menor de 1000 y 500 varas (838 mm./vara) respectivamente, medidas desde la última casa del poblado de naturales; sin embargo, no se les concedía ningún derecho sobre estas tierras. El fundamento de esta medida era proteger a los indios de malos tratos.

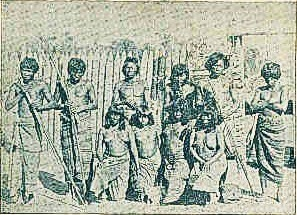
Tierras de indios

## Origen del fundo legal
El 19 de agosto de 1684 la Real Audiencia ordenó algo diferente a lo que había expresado el Marqués de Falces: que se le diera posesión a los indios de 500 varas a los cuatro vientos medidas desde la última construcción del pueblo. Esto es propiamente lo que se conoció como fundo legal, que era la tierra que se les concedía a los indios para vivir y producir ganancias suficientes para pagar sus tributos.

## Reformas al fundo legal
En 1687, el rey Carlos II, citó la Ordenanza del Marqués de Falces y con una interpretación que apelaba a la razón de la ley, fundamentó el dotar a los indios de 500 varas de tierra y las que les hicieran falta. Así, decidió expandir el fundo legal a 600 varas a los cuatro vientos, y además, contrario a lo que muchos hacendados y españoles afirmaban acerca de que los fundos legales y tierras dadas a los indios sólo funcionaban para poblados cabeceras con gobernador, iglesia y otros requisitos, todos los poblados que las requirieran podrían adquirirlas.
Los labradores se quejaban de que los indios construían sus chozas muy separadas, por lo que era injusto que se midieran las 600 varas a partir de la última construcción del poblado, pues si los hacendados tenían sus tierras a los lados de lo que mediría este, su propiedad se vería afectada. Añadido a esto, esta ejecución no servía a alcanzar estrictamente la finalidad del fundo legal: dotar a los indios de tierras para su subsistencia y el pago de tributos, porque dejaban mucho terreno ocioso. Esta controversia llegó hasta el Consejo de Indias y después de analizarlo el rey ordenó que las 600 varas ahora se midiesen desde las paredes de la iglesia de cada pueblo.

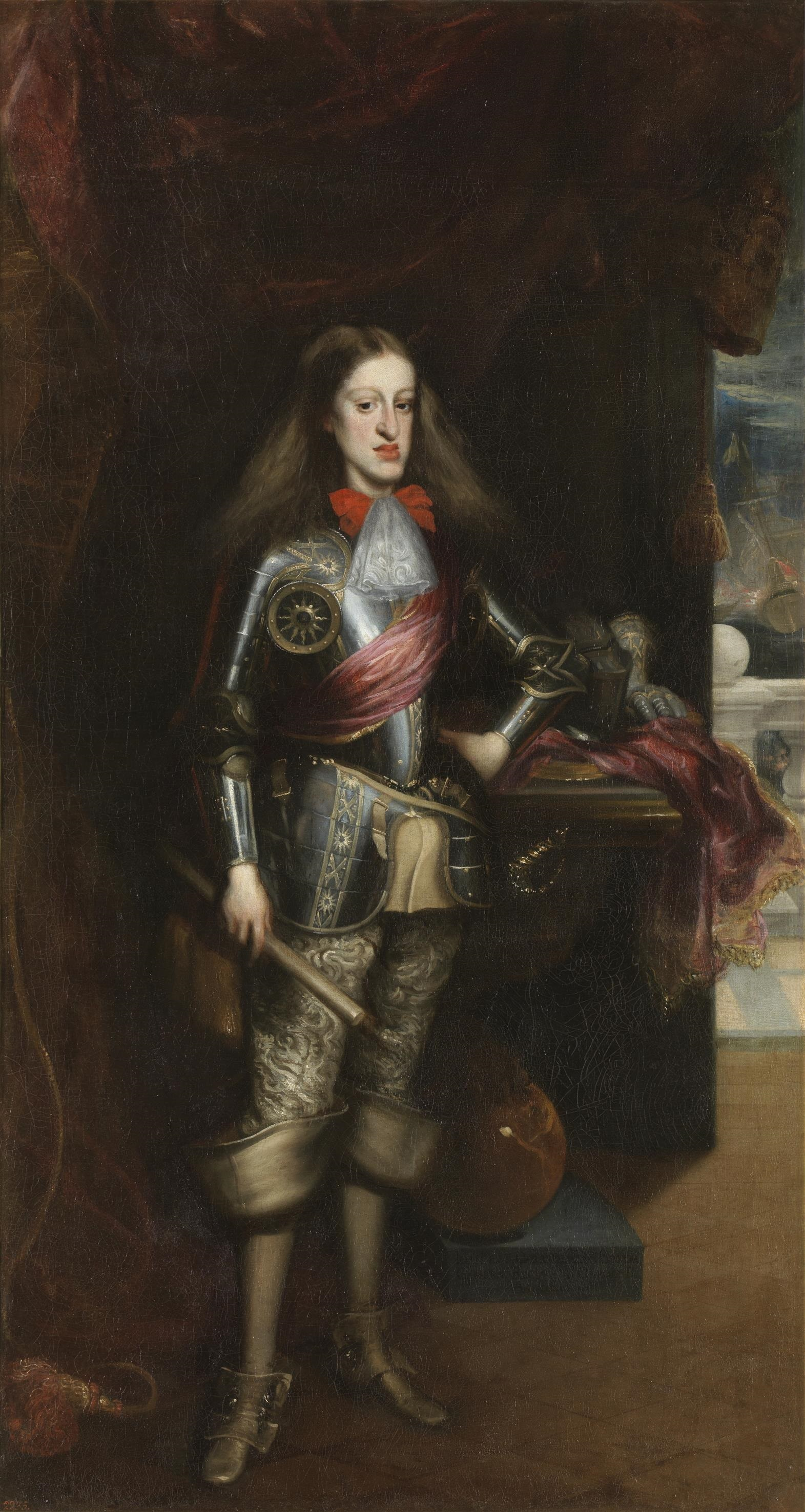
A nombre del rey Carlos II, el Consejo de Indias expandió el fundo legal a 600 varas

En un inicio para que a los pueblos se les otorgara el fundo legal debían presentar una petición expresa fundamentada en la Ordenanza, y debía ser aprobada por un juez; sin embargo, tras las sucesivas reformas, ocurrió que “cuando los jueces realizaban su vista de ojos y medición [a un poblado] , medían un hueco de 600 varas para excluirlas de la composición, y luego procedían a examinar los títulos de las restantes. No era necesario que un pueblo tuviera una concesión gubernamental; procedían así de oficio” esto ocasionó que se establecieran fundos legales donde no se habían constituido. 
Los indios utilizaron los fundos legales como cuasi propiedad, enajenando parcelas de tierra; sin embargo, el virrey Mayorga prohibió en 1781 que se enajenaran las tierras que los indios adquirieran por herencia sin autorización del superior gobierno.
Aunque el fundo legal inicialmente era sólo para indios, algunas comunidades compuestas por mulatos, mestizos y españoles pobres demandaron su porción de suelo cuando se juntaron en una población irregular; fundamentaban su pretensión con la construcción de una iglesia, con lo que conseguían que se les nombrase pueblo y pudieran pedir que se les otorgara su fundo legal.

## Concepto actual de fundo legal
Según el INEGI el fundo legal es una forma específica de propiedad comunal destinada al asentamiento urbano de los núcleos agrarios. Estos núcleos agrarios se componen por polígonos ejidales que pueden o no pertenecer al mismo municipio, o incluso al mismo estado, sin dejar de ser el mismo núcleo agrario. Estos polígonos ejidales pueden destinarse al asentamiento humano: zona de urbanización y su fundo legal; uso común: tierras que no están parceladas, ni son para el asentamiento humano; y, tierras parceladas: terrenos que se repartieron los ejidatarios para su aprovechamiento individual.

Un antecedente de la clasificación que hace el INEGI es la Ley Federal de Reforma Agraria de 1971 (LFRA); pues en su capítulo tercero dedicado a la zona de urbanización, expresa que cuando un poblado ejidal carezca de fundo legal o zona de urbanización (entendiéndose que son sinónimos), se dictará resolución presidencial para constituirlo; y la extensión de este será según las necesidades presentes y futuras del poblado:
"ARTÍCULO 90.-[...] Cuando un poblado ejidal carezca de fundo legal constituido conforme a las leyes de la materia, o de zona de urbanización concedida por resolución agraria, y se asiente en terrenos ejidales, si el Departamento de Asuntos Agrarios y Colonización lo considera convenientemente localizado, deberá dictarse resolución presidencial a efecto de que los terrenos ocupados por el caserío queden legalmente destinados a zona de urbanización. 
ARTÍCULO 91.-La extensión de la zona de urbanización se determinará conforme a los requerimientos reales al momento en que se constituya y previendo en forma prudente su futuro crecimiento. [...]"(LFRA, Libro II, Capítulo III: zona de urbanización, Arts. 90-91)